# باشگاه فوتبال گراهام استریت پریمس
باشگاه فوتبال گراهام استریت پریمس (به انگلیسی: Graham Street Prims Football Club) یک باشگاه فوتبال در شهر داربی، انگلستان، کشور انگلستان است که در سال ۱۹۰۴ میلادی تأسیس شده‌است.